# سیکو-این
سیکو-این ((به ژاپنی: 清光院 Seikōin)؛ 1558 – ۱۹ ژوئیهٔ ۱۶۳۱) یک زن اشرافی در دوره سنگوکو و اوایل دوره ادو، همسر موری تروموتو اهل ژاپن بود.